# Mongolicosa mongolensis
Mongolicosa mongolensis Marusik, Azarkina & Koponen, 2004 è un ragno appartenente alla famiglia Lycosidae.

## Etimologia
Il nome del genere deriva dalla nazione di rinvenimento della maggior parte degli esemplari: la Mongolia, seguita dal suffisso -cosa, che è tipico di gran parte dei generi delle Lycosidae.
Anche il nome proprio della specie deriva dalla nazione di rinvenimento della maggior parte degli esemplari: la Mongolia, e dal suffisso latino -ensis, che significa: presente, che è proprio lì.

## Caratteristiche
L'olotipo maschile rinvenuto ha lunghezza totale è di 6,75-7,35mm; la lunghezza del cefalotorace è di 3,50-3,60mm, e la larghezza è di 2,65-3,00mm.
I paratipi femminili rinvenuti hanno lunghezza totale è di 7,75-8,00mm; la lunghezza del cefalotorace è di 3,50-3,90mm, e la larghezza è di 2,85-3,00mm.

## Distribuzione
La specie è stata reperita nella Mongolia meridionale: nei pressi del lago Khokh-Nuur, appartenente alla provincia di Bajanhongor.

## Tassonomia
Al 2017 non sono note sottospecie e dal 2015 non sono stati esaminati nuovi esemplari.